# Juan María Lekuona
Juan María Lekuona Berasategi (Oyarzun, Guipúzcoa, 11 de noviembre de 1927 - San Sebastián, 5 de diciembre de 2005) fue un poeta español en euskera, estudioso de la literatura oral en dicha lengua.
Sobrino de Manuel de Lekuona, presidente de la Real Academia de la Lengua Vasca. En 1953 fue  ordenado sacerdote. Tras una estancia en Roma, donde presentó su tesis, fue nombrado coadjutor en Añorga, cerca de San Sebastián. Por entonces leyó a Gabriel Aresti, lo que orientó su labor poética hacia el compromiso social. En esta línea está su primer libro, Mindura gaur. Posteriormente abandonaría la poesía social, encaminando su obra lírica por otros derroteros.
Tienen una gran relevancia sus estudios sobre el bertsolarismo. Ingresó en la Academia de la Lengua Vasca como académico de número en 1988. Obtuvo varios premios por su carrera literaria, entre los cuales destacan dos Premios Euskadi de Literatura, en 1979 y 1990.